# 诸为义致命之后圣殿 (比得哥什)

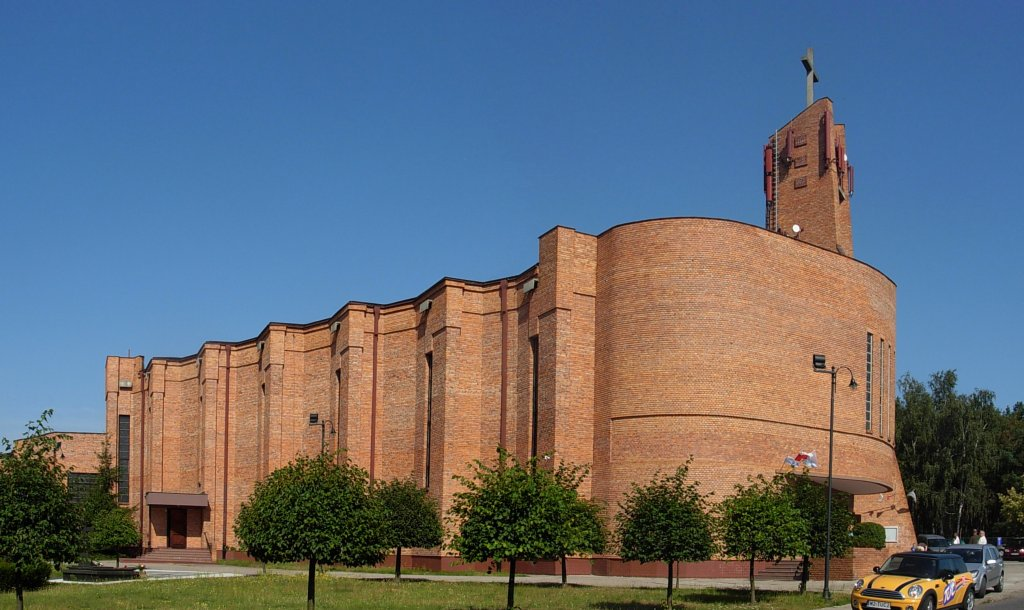
Pomnik nad Doliną

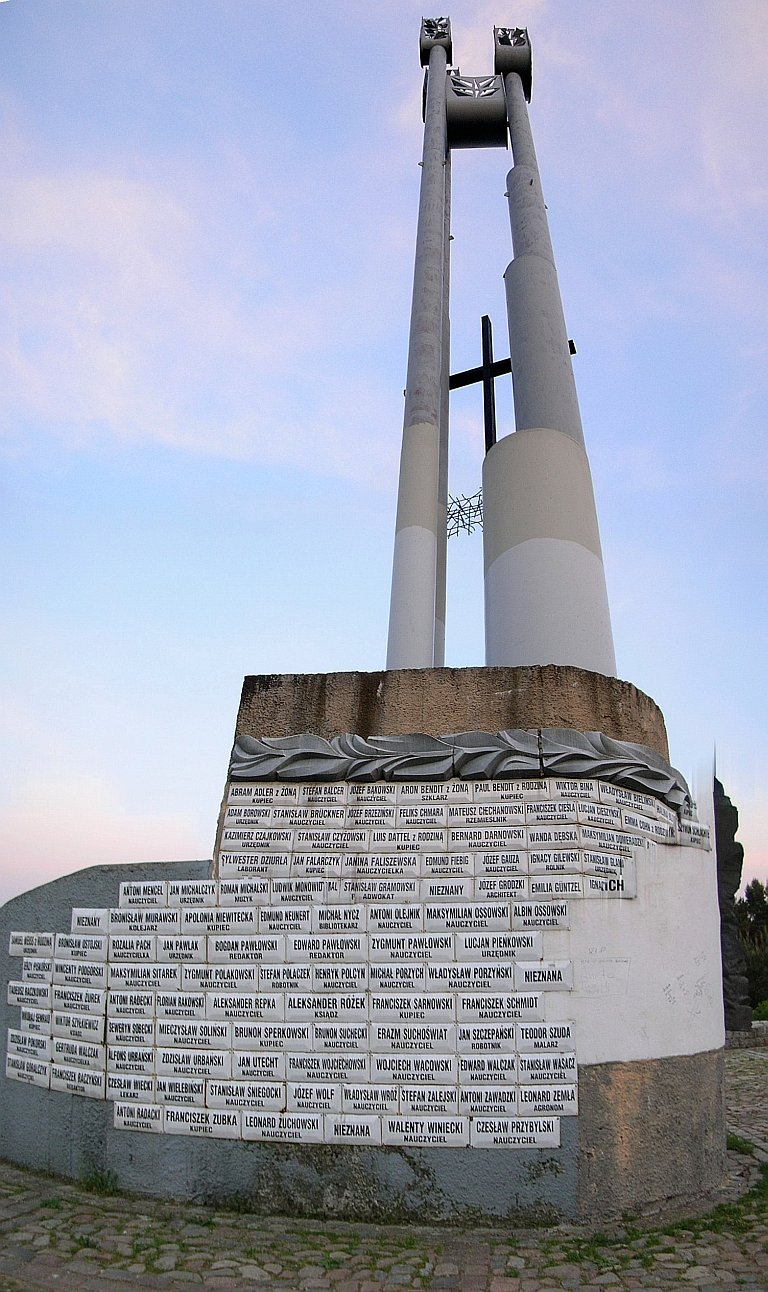
Pomnik nad Doliną

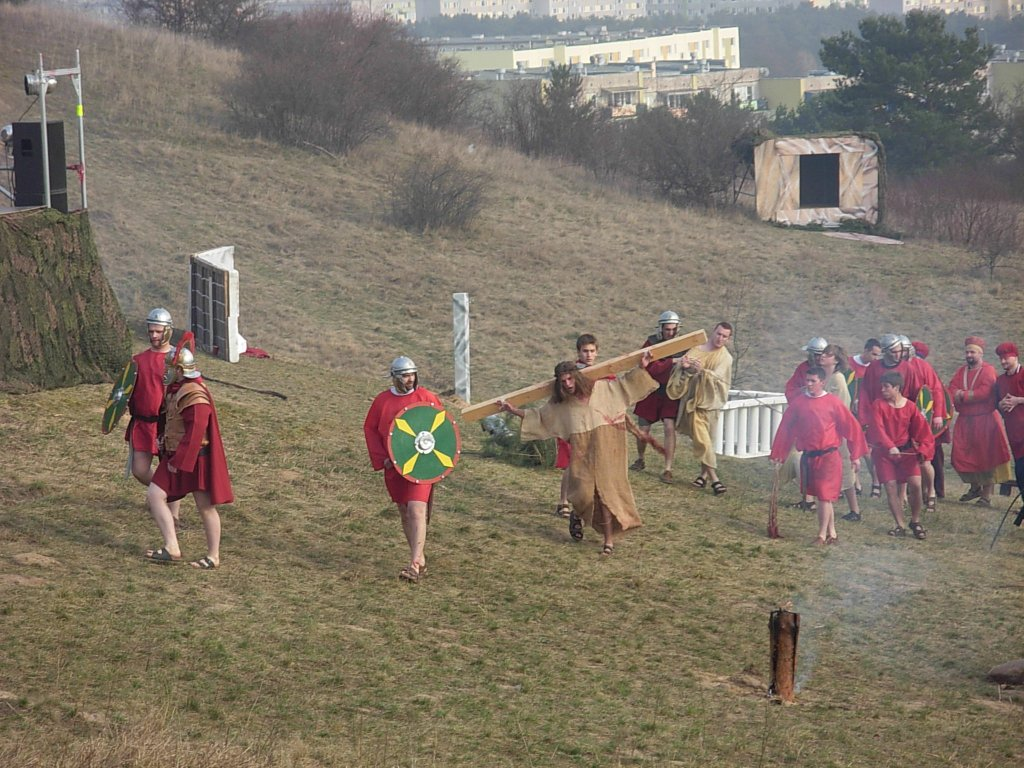
Misterium Męki Pańskiej w 2009 r.

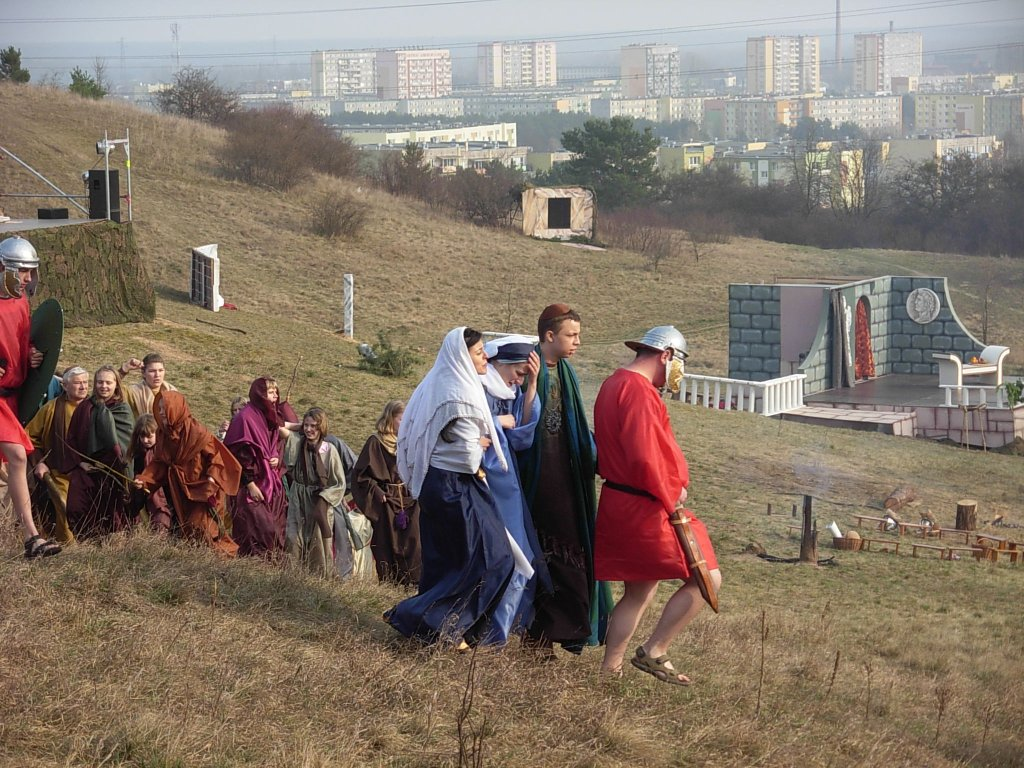
Misterium Męki

诸为义致命之后圣殿（Bazylika Matki Boskiej Królowej Męczenników w Bydgoszczy）是一座罗马天主教宗座圣殿，位于波兰比得哥什。该堂建于1987-1991年，1993年10月7日祝圣。2014年3月25日升为宗座圣殿。